# Poqomchi'
Le poqomchi' (anciennement pokomchi) est une langue maya parlée au Guatemala.

## Répartition géographique
Les 114 423 personnes recensés en 2002 comme Poqomchi', vivent dans les municipios de Chinautla, Mixco, Retapa, Amatitlán et Pinula, dans les départements de Alta Verapaz et de Baja Verapaz. Dans certains municipios de l'alta Verapaz, le poqomchi' est parlé à côté du k'iche'. 

## Écriture
La langue, comme les autres langues mayas du Guatemala est dotée d'une écriture basée sur l'alphabet latin, dérivée, en partie, de l'orthographe espagnole.

## Phonologie
Les tableaux présent les phonèmes du poqomchi', avec à gauche l'orthographe en usage au Guatemala.

### Voyelles
|         | Antérieure    | Centrale      | Postérieure   |
| ------- | ------------- | ------------- | ------------- |
| Fermée  | i [i] ii [iː] |               | u [u] uu [uː] |
| Moyenne | e [e] ee [eː] |               | o [o] oo [oː] |
| Ouverte |               | a [a] aa [aː] |               |

### Consonnes
|               |               | Bilabiale | Alvéolaire | Palatale  | Vélaire | Uvulaire | Glottale |
| ------------- | ------------- | --------- | ---------- | --------- | ------- | -------- | -------- |
| Occlusives    | Sourdes       | p [p]     | t [t]      |           | k [k]   | q [q]    | ’ [ʔ]    |
| Occlusives    | Éjectives     | pʼ [pʼ]   | tʼ [tʼ]    |           | kʼ [kʼ] | qʼ [qʼ]  |          |
| Occlusives    | Implosives    | bʼ [ɓ]    |            |           |         |          |          |
| Fricatives    | Fricatives    |           | s [s]      | x [ʃ]     |         | j [χ]    | h [h]    |
| Affriquées    | Sourdes       |           | tz [t͡s]    | ch [t͡ʃ]   |         |          |          |
| Affriquées    | Éjectives     |           | tzʼ [t͡sʼ]  | chʼ [t͡ʃʼ] |         |          |          |
| Nasales       | Nasales       | m [m]     | n [n]      |           |         |          |          |
| Liquides      | Liquides      |           | l [l]      |           |         |          |          |
| Roulées       | Roulées       |           | r [r]      |           |         |          |          |
| Semi-voyelles | Semi-voyelles | w [w]     |            | y [j]     |         |          |          |